# 1987 RE1
1987 RE1 är en asteroid i huvudbältet som upptäcktes den 13 september 1987 av den belgiske astronomen Henri Debehogne vid La Silla-observatoriet.